# Camposanto
Camposanto är en ort och kommun i provinsen Modena i regionen Emilia-Romagna i Italien. Kommunen hade 3 172 invånare (2018).